# Никита II Мунтан
Никита II Мунтан (греч. Νικίτα Β Μουντάν ум. 1189) - патриарх Константинопольский, занимавший пост на протяжении трёх лет (1186-1189).
Предшественником патриарха Никиты II Мунтана был патриарх Василий II Филакопул, а его преемником был патриарх Леонтий Феотокит.

## Биография
До возведения в сан патриарха Никита II был диаконом, занимал должность сакеллария Великой церкви в Константинополе. После свержения императора Андроника I Комнина императором стал Исаак II Ангел, вынудивший отречься от престола патриарха Василия II Филакопула.
По инициативе новоизбранного императора новым патриархом Константинопольским стал Никита II Мунтан.  
В апреле 1186 года он провел Собор, осудивший Василия Филакопула за то, что Василий в 1183 году благословил брак между Ириной, незаконной дочерью императора Андроника I, и Алексеем, незаконным сыном Мануила I Комнина. 
Собор признал брак неканоничным по причине близкого родства Ирины и Алексея.  
Через 3 года император Исаак II, который счел Никиту II неспособным к управлению Церковью, принял решение извергнуть его из сана патриарха, сославшись на преклонный возраст патриарха.